# Comtat de Leicester
El comtat de Leicester és una jurisdicció nobiliària anglesa creada el segle xii. Avui és un títol de la noblesa del Regne Unit, refundat el 1837, que té la seu comtal a la mansió Holkham Hall, prop de Wells-next- the-Sea (Norfolk).

## Història del títol

### Orígens
El títol es va crear per primera vegada per a Robert de Beaumont (també escrit de Bellomont), tot i que gairebé sempre va utilitzar el seu títol francès de comte de Meulan. Tres generacions dels seus descendents, tots també anomenats Robert, es van anomenar comtes de Leicester. La línia masculina de Beaumont va acabar amb la mort del 4t comte. La seva propietat es va dividir entre les seves dues germanes, i Simó IV de Montfort, el fill de la germana gran, es va quedar el títol de Leicester i els drets sobre el comtat. El marit de la filla menor, Saer de Quincy, va ser nomenat comte de Winchester. No obstant això, Simó IV de Montfort mai va ser formalment reconegut com a comte, a causa de l'antipatia que hi havia en aqeull moment entre França i Anglaterra. El seu segon fill, Simó V de Montfort, va aconseguir prendre possessió del comtat i de les seves propietats associades. És el Simon de Montfort que va tenir tanta importància durant el regnat d'Enric III. Va morir en la batalla d'Evesham el 1265 i va perdre les seves terres i títols.

### Segona creació
El 1267 el títol es va crear una segona vegada per a concedir-li al fill petit del rei, Edmond Crouchback. El 1276 també es va convertir en comte de Lancaster i els títols es van unir. El fill de Crouchback, Tomàs, va perdre el comtat quan el van executar acusat de traïció el 1322.
Pocs anys després el comtat de Leicester va ser restaurat pel germà petit de Tomàs de Lancaster, Enric. El fill d'Enric, Enric de Grosmont, només va deixar dues filles i la seva propietat es va dividir entre elles. La filla gran, Matilda, va rebre el comtat, però, va morir aviat i el títol va passar a Joan de Gant, marit de la seva germana menor, Blanca, que més tard fou nomenat duc de Lancaster. Tant el ducat com el comtat van ser heretats pel fill de Joan de Gant, Enric Bolingbroke, i tots dos títols van deixar d'existir quan Enric va usurpar el tron d'Anglaterra, ja que els títols es van unir a la corona. Les propietats associades al comtat van passar a formar part del que més tard es va anomenar el ducat de Lancaster.

### Creacions posteriors
El 1564 es va crear de nou el comtat per al favorit de la reina Isabel I, Robert Dudley. Tanmateix quan Dudley va morir sense hereus, el títol es va extingir.
El títol es va tornar a crear el 1618 per a Robert Sidney (Baró Sydney), el seu nebot. Abans de concedir-se al comtat Robert Sidney va rebre el títol subsidiari de vescomte de Lisle el 4 de maig de 1605. Els Sidney van conservar els títols fins a la mort del setè comte el 1743, quan aquests títols es van tornar a extingir. El títol de comte es va tornar a crear finalment per a Thomas Coke (pronunciat "Cook"), però es va extingir quan ell també va morir sense hereus.
El títol es va atorgar de nou a Jordi Townshend, 17è baró de Ferrers de Chartley i 8è baró de Compton, fill gran i hereu aparent de George Townshend, 4t vescomte de Townshend. Townshend era una rebesnet per línia femenina de Lady Lucy Sydney, filla del segon comte de la creació de 1618. El comtat es va extingir de nou a la mort del seu fill, el tercer marquès i el segon comte, el 1855.

### Els Coke
La família Coke és descendent del conegut jutge i polític Sir Edward Coke, jutge en cap de 1613 a 1616. De la línia del seu fill Henry Coke naixerà Thomas Coke (rebesnet d'Henry Coke), que era terratinent, polític i mecenes de les arts. El 1728 fou elevat a la noblesa de Gran Bretanya com a baró de Lovel, de Minster Lovel al comtat d'Oxford, i el 1744 fou nomenat vescomte de Coke, de Holkham al comtat de Norfolk, i comte de Leicester.

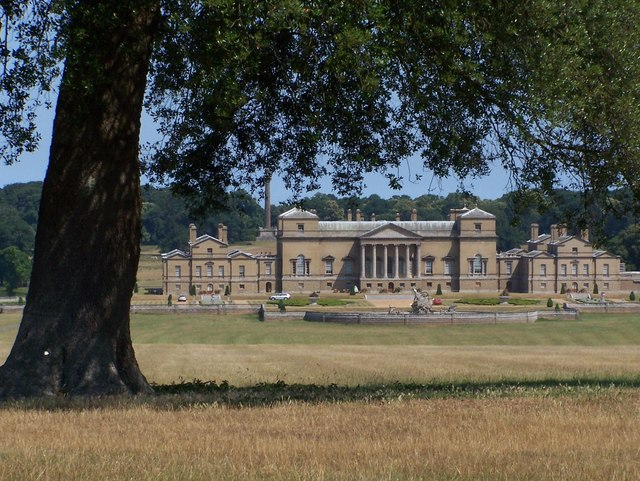
Holkham Hall.

Lord Leicester va començar la construcció de la mansió Holkham Hall a Norfolk. Es va casar amb Lady Margaret Tufton, 19a baronessa de Clifford (1700-1775). El seu únic fill Edward Coke, el vescomte Coke, va morir abans que els seus pares i sense descendència. En conseqüència, els títols de Lord Leicester es van extingir a la seva mort el 1759, mentre que la baronia de Clifford va caure en suspensió a la mort de Lady de Clifford el 1775.
Les finques de Coke es van transmetre al nebot del difunt comte Wenman Coke. Nascut Wenman Roberts, era fill de Philip Roberts i Anne, germana de Lord Leicester, i va adoptar el cognom de Coke en lloc de Roberts. El seu fill Thomas Coke era un polític i destacat agricultor. Conegut com a "Coke de Norfolk", va ser membre del Parlament durant molts anys, però és recordat sobretot pel seu interès per les millores agrícoles i és vist com un dels instigadors de la Revolució Agrícola Britànica. El 1837, els títols que tenia el seu tiet besavi es van recuperar quan Coke va ser elevat a la noblesa del Regne Unit com a vescomte Coke i comte de Leicester, de Holkham al comtat de Norfolk. Aquesta setena creació del comtat de Leicester serà la que segueix existint avui en dia.

## Llista de comtes

### Primera creació (1107)[12]
- 1107-1118 : Robert I de Beaumont († 1118), fill de Roger de Beaumont i d'Adelina de Meulan

- 1118-1168 : Robert II de Beaumont, el Geperut (1104 – 1168). Fill del precedent
- 1168-1190 : Robert III de Beaumont, Mans Blanques († 1190). Fill del precedent
- 1190-1204 : Robert IV de Beaumont, Robert FitzPernel († 1204). Fill del precedent

- 1204-1218 : Simó IV de Montfort, el Lleó († 1218), fill de Simó III de Montfort i d'Amícia de Beaumont, filla de Robert III de Beaumont
- 1218-1239 : Amaurí VI de Montfort (1192 † 1241). Fill del precedent
- 1239-1265 : Simó V de Montfort (1208 – 1265). Germà del precedent

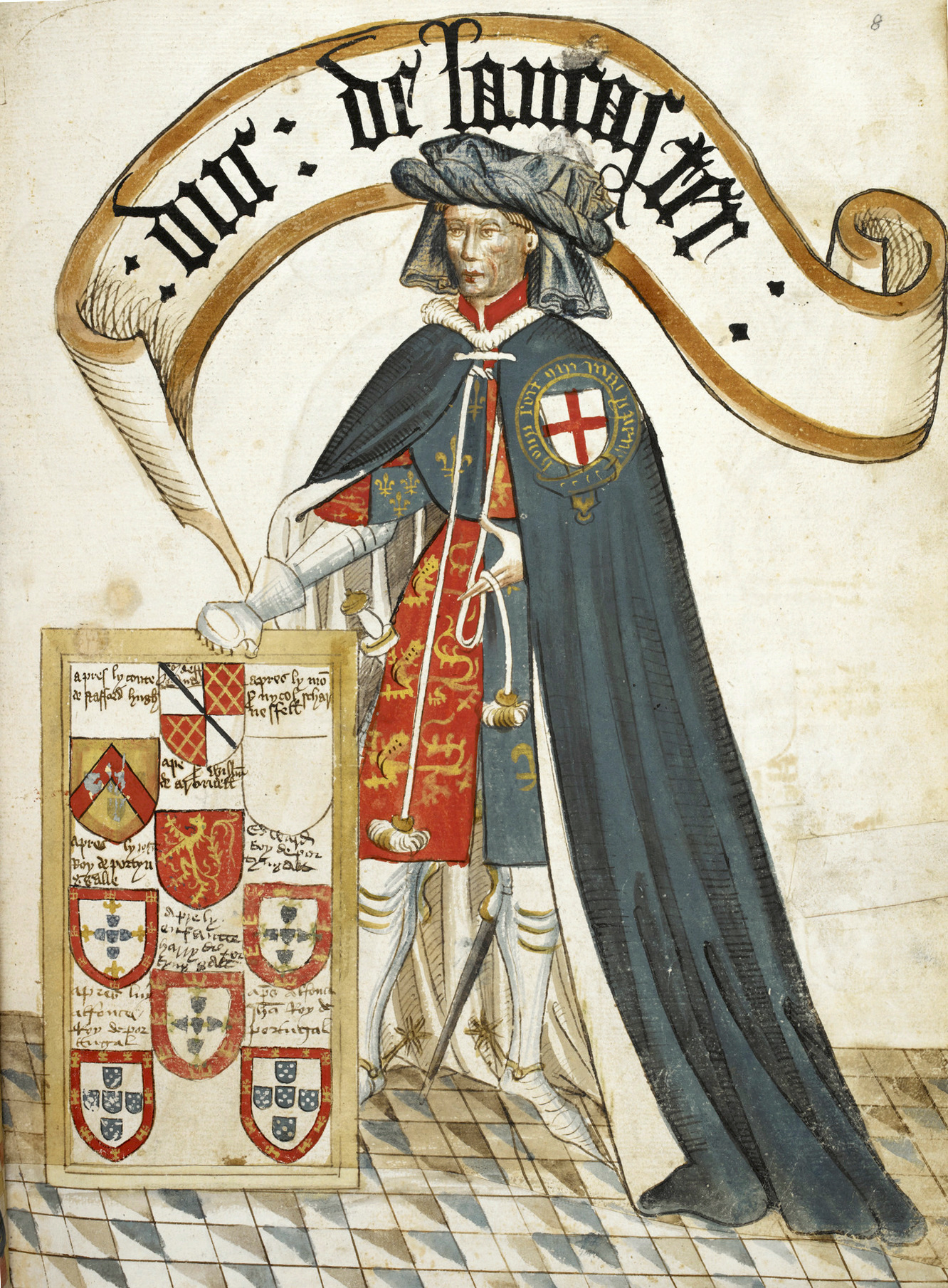
Enric de Grosmont, 4t comte de Leicester (2a creació).

Títol confiscat el 1265.

### Segona creació (1265)[12]
- 1265-1296  Edmond de Lancaster (1245 – 1296), comte de Lancaster. Segon fill del rei Enric III d'Angleterra
- 1296-1322 : Tomàs de Lancaster (1278 – 1322), comte de Lancaster. Fill del precedent

Títol confiscat el 1322.
- 1327-1343 : Enric de Lancastre (1281 – 1345), comte de Lancaster. Germà del precedent
- 1345-1361 : Enric de Grosmont († 1361), comte de Lancaster, Lincoln, Derby, després duc de Lancaster. Fill del precedent

- 1361-1399 : Joan de Gant (1340 – 1399), comte de Lancaster, Richmond, Derby i de Leicester, després duc de Lancastre. Fill del rei Eduard III d'Angleterra, marit de Blanca, Filla del precedent
- 1399 : Enric Bolingbroke (1367 – 1413), comte de Lancaster, Derby, Lincoln, Northampton, i duc d'Hereford i Lancaster. Fill del precedent. Va esdevenit Enric IV el 1399

Retorn a la corona el 1399.

### Tercera creació (1564)[12]
- 1564-1588 : Robert Dudley (1532 – 1588), fill de John Dudley

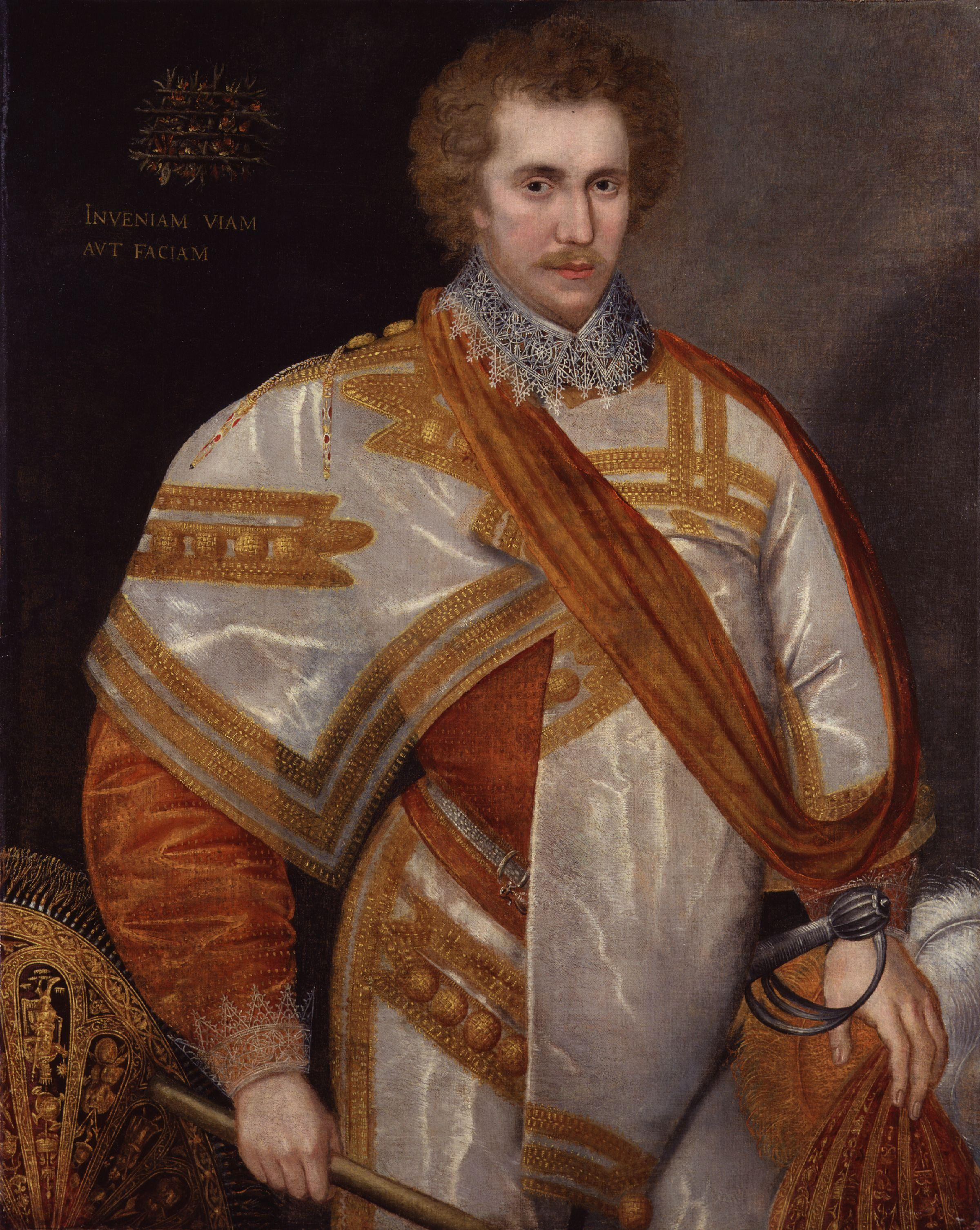
Robert Sydney, 1r comte de Leicester (4a creació).

### Quarta creació (1618)[13]
- 1618-1626 : Robert Sidney († 1626). Nebot del precedent
- 1626-1677 : Robert Sidney († 1677). Fill del precedent
- 1677-1698 : Philip Sidney († 1698). Fill del precedent
- 1698-1702 : Robert Sidney († 1702). Fill del precedent
- 1702-1705 : Philip Sidney († 1705). Fill del precedent
- 1705-1737 : John Sidney († 1737). Germà del precedent
- 1737-1743 : Jocelyn Sidney († 1743). Fill del precedent

### Cinquena creació (1744)[14]
- 1744-1759 : Thomas Coke (1703 – 1759)

### Sisena creació (1784)
- 1784-1811 : Jordi II Townshend (1755 – 1811)
- 1811-1855 : Jordi III Townshend (1778 – 1855). Fill del precedent

### Setena creació (1837)[15]

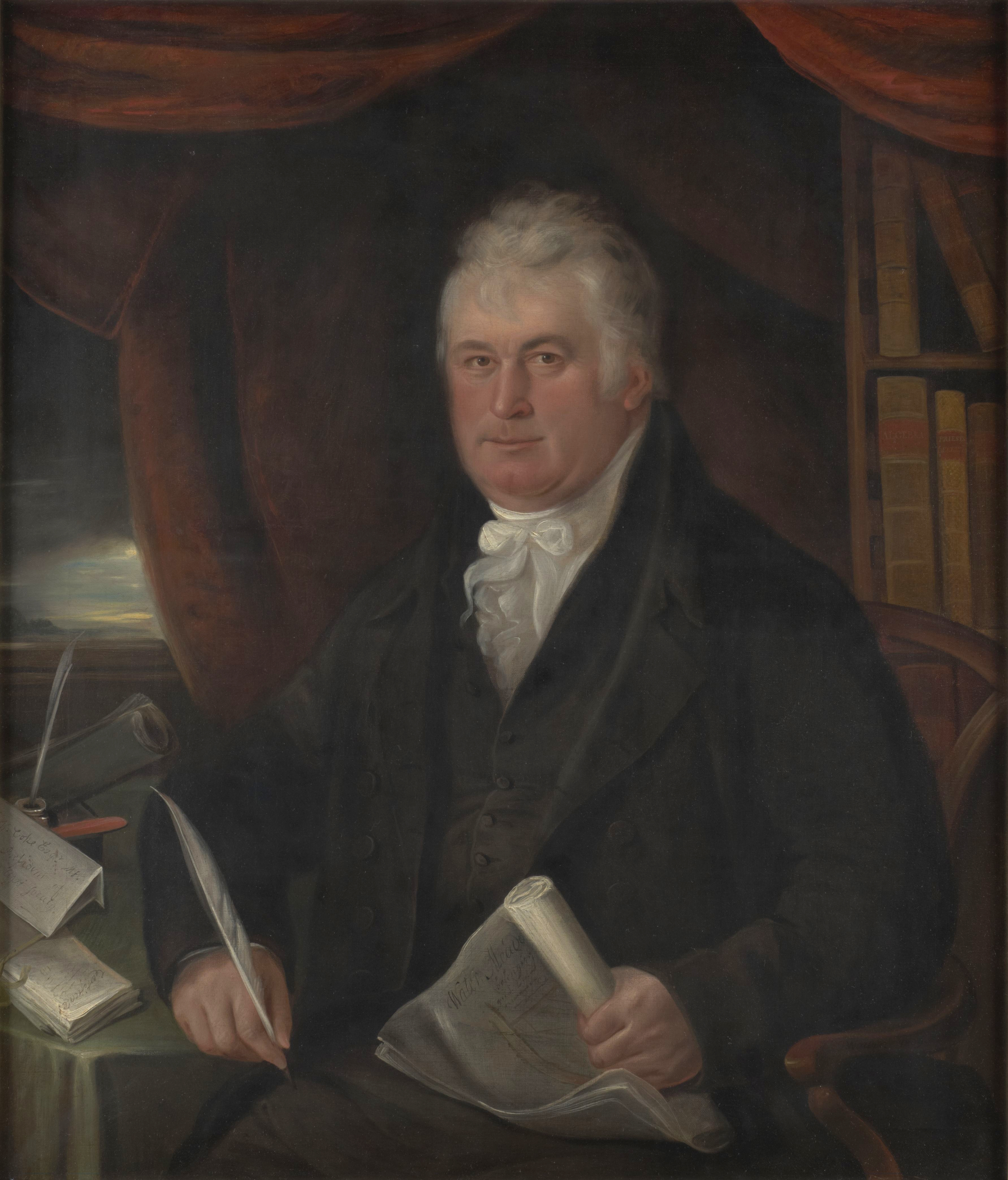
Thomas Coke, 1r comte de Leicester (7a creació).

El títol va ser rebatejat amb el nom de comtat de Leicester d'Holkham i va coexistir amb el títol de comte de Leicester fins a la mort de Jordi III Townshend el 1855.
- 1837-1842 : Thomas William Coke (1754 – 1842).
- 1842-1909 : Thomas William Coke (1822 – 1909). Fill del precedent
- 1909-1941 : Thomas William Coke (1848 – 1941). Fill del precedent
- 1941-1949 : Thomas William Coke (1880 – 1949). Fill del precedent
- 1949-1976 : Thomas William Edward Coke (1908 – 1976). Fill del precedent
- 1976-1994 : Anthony Louis Lovel Coke (1909 – 1994). Cosí del precedent
- 1994-2015: Edward Douglas Coke (1936 – 2015). Fill del precedent
- des del 2015 : Thomas Edward Coke (nascut el 1965). Fill del precedent

L'hereu és Edward Horatio Coke, vescomte de Coke (nascut el 2003).